# (33668) 1999 JO97
1999 JO97 (asteroide 33668) é um asteroide da cintura principal. Possui uma excentricidade de 0.21011870 e uma inclinação de 12.26609º.
Este asteroide foi descoberto no dia 12 de maio de 1999 por LINEAR em Socorro.